# 8月13日
8月13日（はちがつじゅうさんにち）は、グレゴリオ暦で年始から225日目（閏年では226日目）にあたり、年末まであと140日ある。

## できごと

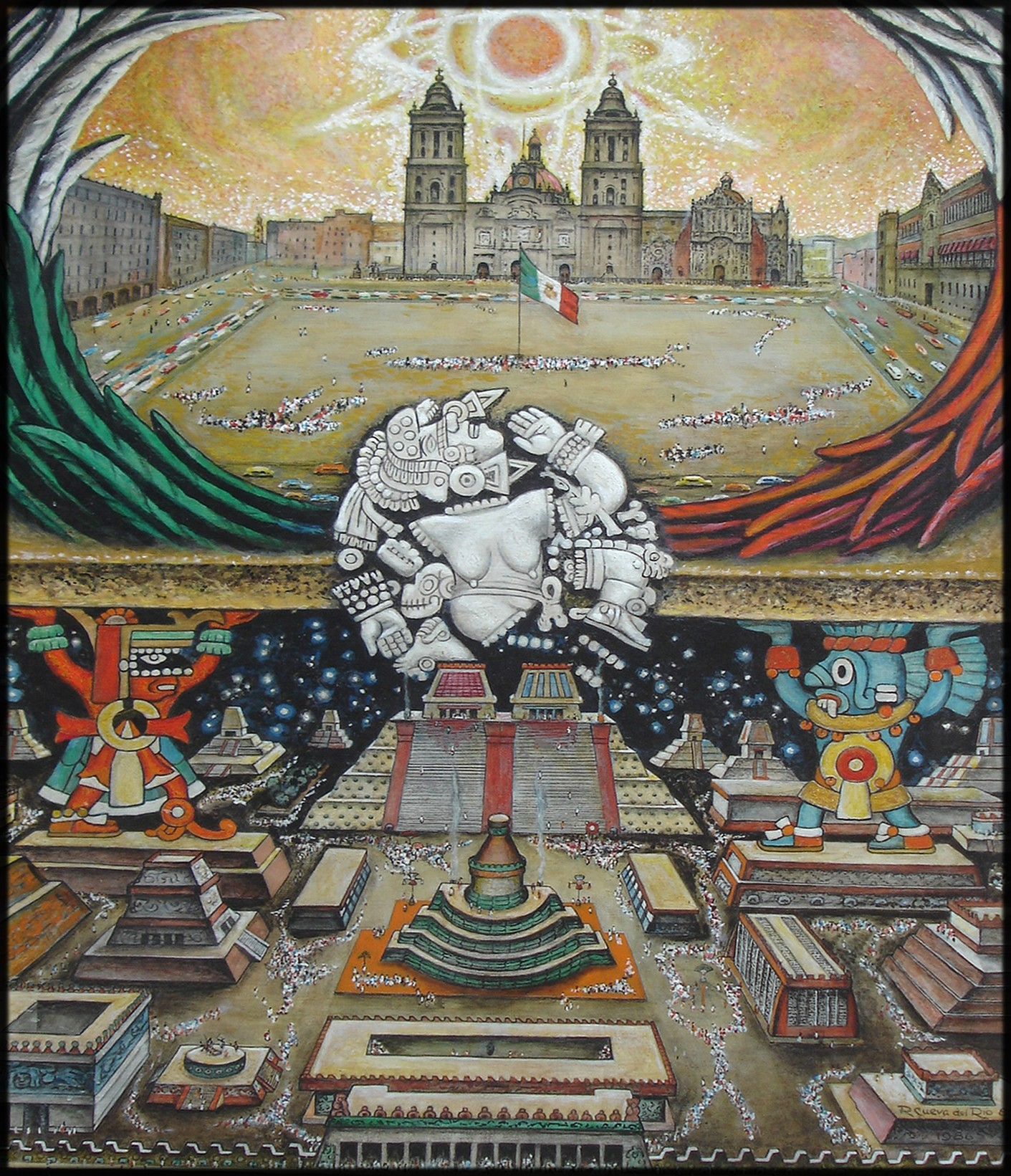
アステカ文明の都テノチティトラン、エルナン・コルテスにより陥落(1521)。

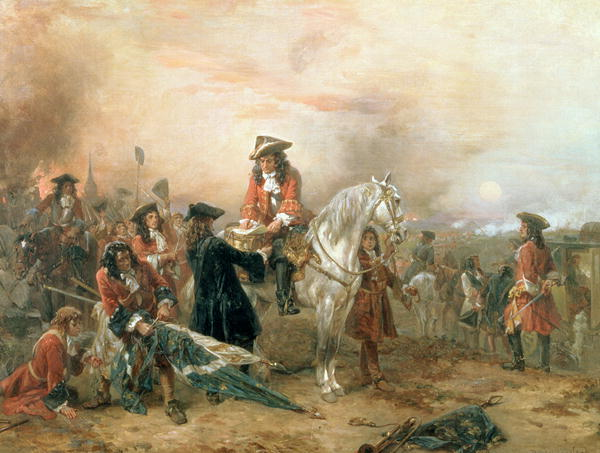
スペイン継承戦争、ブレンハイムの戦い(1704)

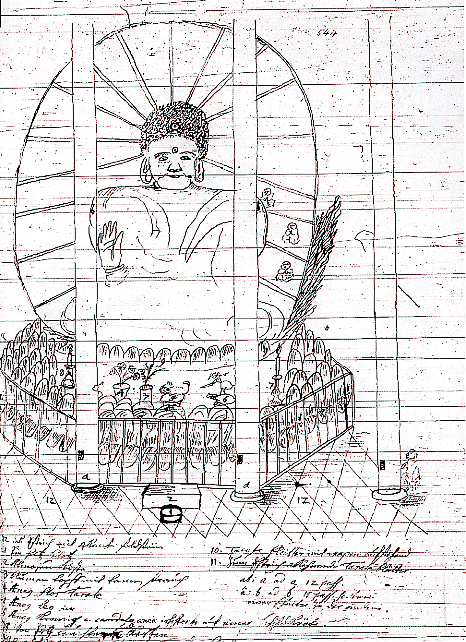
方広寺大仏(京の大仏)が落雷による火災で焼失(1798)。画像はエンゲルベルト・ケンペルによるスケッチ。

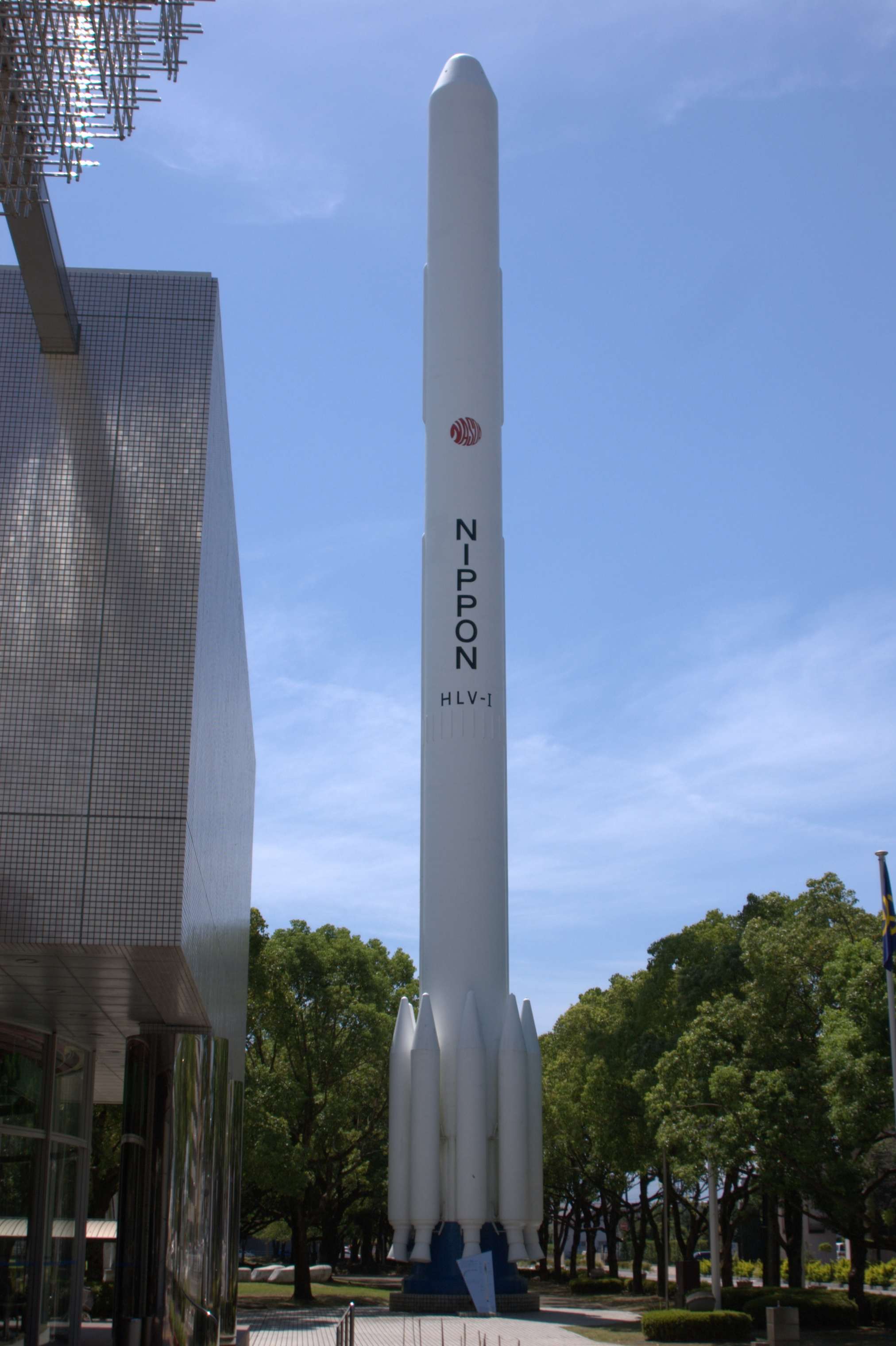
H-Iロケット1号機打ち上げ(1986)。画像は模型。

- 1471年（文明3年7月27日） - 蓮如が越前に吉崎御坊を建てる[2]。
- 1521年 - アステカ文明の湖上の都テノチティトランがエルナン・コルテスによって陥落。破壊された都の跡地にメキシコシティが建設された。
- 1536年（天文5年7月27日）- 天文法華の乱。比叡山延暦寺の僧兵と六角氏の軍勢が京に侵入、市中の21の法華宗寺院に火をつけ炎上させる。
- 1553年 - 三位一体説批判のかどでカトリック・プロテスタントの双方から追われていたミシェル・セルヴェがジャン・カルヴァン治下のジュネーヴで捕らえられる。
- 1587年（天正15年7月10日）- 肥後国の国人・隈部親永が、佐々成政による検地を拒否し挙兵（肥後国人一揆）
- 1690年（元禄3年7月9日） - 上野忍岡の忍岡聖堂を湯島に移転（湯島聖堂）。
- 1704年 - スペイン継承戦争: ブレンハイムの戦いでイギリス・オーストリア連合軍がフランス・バイエルン連合軍を破る。
- 1787年（天明7年7月1日） - 江戸幕府老中・松平定信が、享保の改革にならうよう各役人に訓戒。寛政の改革の始まり。
- 1798年(寛政10年7月2日） - 当時大仏として日本一の高さを誇っていた方広寺大仏(京の大仏)が落雷で全焼する。(ただし落雷があったのは前日の夜)
- 1814年 - イギリスとオランダがロンドン条約を締結。この条約で両国がマレー半島・スマトラ島間の勢力圏を画定する。
- 1844年（弘化元年6月30日） - 伝馬町牢屋敷が焼け、蛮社の獄で収監されていた高野長英が脱獄。
- 1868年 - チリ北部沖でマグニチュード8.9のアリカ地震発生。
- 1872年 - 明治通宝の百円券と五十円券が発行。
- 1876年 - 第1回バイロイト音楽祭開幕。
- 1904年 - 桂田富士郎が日本住血吸虫を官報第6337号に報告掲載（発見は前月7月30日）。
- 1913年 - 吉田岩窟王事件発生。
- 1914年 - 富山県富山市で大水害。神通川流域で死者54人、行方不明60人[3]。
- 1916年 - 鄭家屯事件。中国・奉天省鄭家屯で日中両軍が衝突。日本側14名、中国側4名が戦死。
- 1926年 - 東北大学の八木秀次教授が指向性アンテナ（八木・宇田アンテナ）の特許を取得[4]。
- 1927年 - 大阪放送局（現NHK大阪放送局）が全国中等学校優勝野球大会（現全国高等学校野球選手権大会）の試合を生中継、日本初のスポーツ生中継となった。
- 1937年 - 第二次上海事変勃発。
- 1942年 - ウォルト・ディズニー・カンパニーが5番目の長編アニメーション映画『バンビ』を発表（日本で公開されたのは、1951年5月18日）。
- 1945年 - 第二次世界大戦・ソ連対日参戦: 小山克事件。
- 1952年 - 日本が国際通貨基金 (IMF) に53番目の加盟国として加盟。また、国際復興開発銀行（IBRD）および世界銀行に加盟した。
- 1954年 - 前年に起きた徳島ラジオ商殺し事件で被害者の内縁の妻が逮捕される。後に冤罪と判明。
- 1955年 - 日本民主党が社会科教科書の偏向を指摘するパンフレット『うれうべき教科書の問題』を配布。
- 1960年 - 中央アフリカがフランスからの独立を宣言。
- 1960年 - 尹潽善が第4代韓国大統領に就任。韓国の第二共和国が発足。
- 1961年 - 東ドイツ政府が東西ベルリン間の全ての道を閉鎖し、有刺鉄線による最初のベルリンの壁の建設を開始。
- 1968年 - アレクサンドロス・パナグリスがギリシャ軍事政権の指導者ゲオルギオス・パパドプロスを暗殺しようとし未遂。
- 1985年 - 三光汽船が倒産。負債総額約6650億円で過去最大規模。
- 1985年 - 前日に発生した日本航空123便墜落事故の乗員・乗客の捜索開始。4名の生存者が発見される。
- 1986年 - 日本で測地観測衛星「あじさい」、日本初のアマチュア衛星「ふじ1号」がH-Iロケット1号機により打ち上げ。
- 1990年 - ソ連のミハイル・ゴルバチョフ大統領が、スターリン時代に粛清・弾圧された全ての国民の名誉を回復する大統領令を発令。
- 1999年 - 日本で国旗国歌法公布・施行。
- 2001年 - 小泉純一郎が首相就任後初めて靖国神社に公式参拝（現職首相では5年ぶり）。
- 2004年 - アテネオリンピック開幕。8月29日まで。
- 2004年 - 沖国大米軍ヘリ墜落事件。在日米軍の大型輸送ヘリが沖縄国際大学（沖縄県宜野湾市）へ墜落。
- 2008年 - 太田雄貴が北京五輪フェンシング男子フルーレ個人で日本フェンシング史上初の五輪メダルである銀メダルを獲得。
- 2017年 - ロンドン世界陸上男子50km競歩で荒井広宙が銀、小林快が銅メダルを獲得[5]。同種目での日本人史上初の複数メダル獲得。
- 2025年 - 日経平均株価史上最高値となる43,274.67円（終値）を記録[6]。

## 誕生日

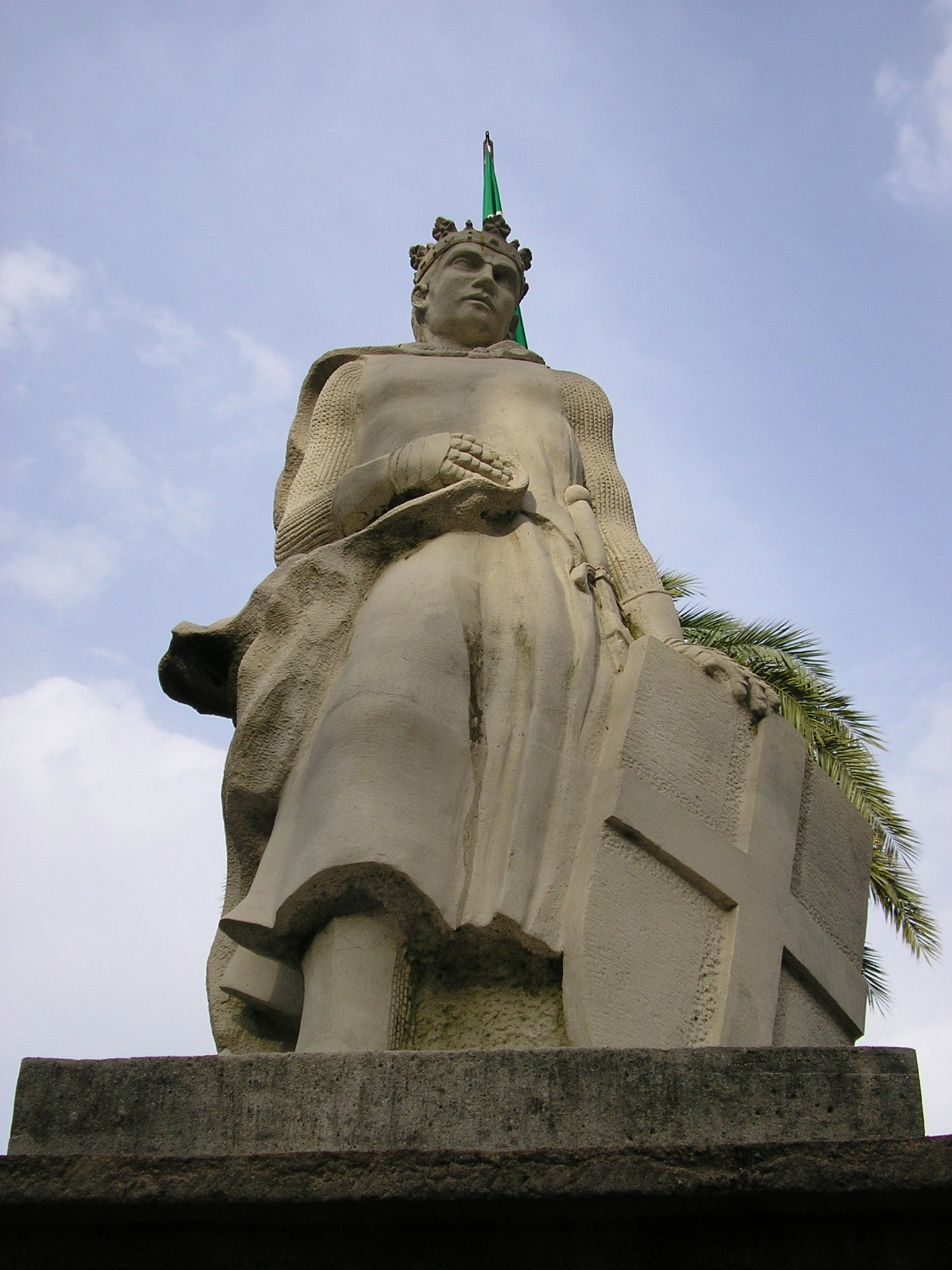
カスティーリャ王アルフォンソ11世(1311-1350)誕生。

ナポリ王妃マリア・カロリーナ・ダズブルゴ(1752-1814)誕生。

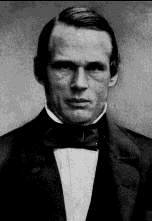
天文学者・物理学者、アンデルス・オングストローム(1814-1874)誕生。

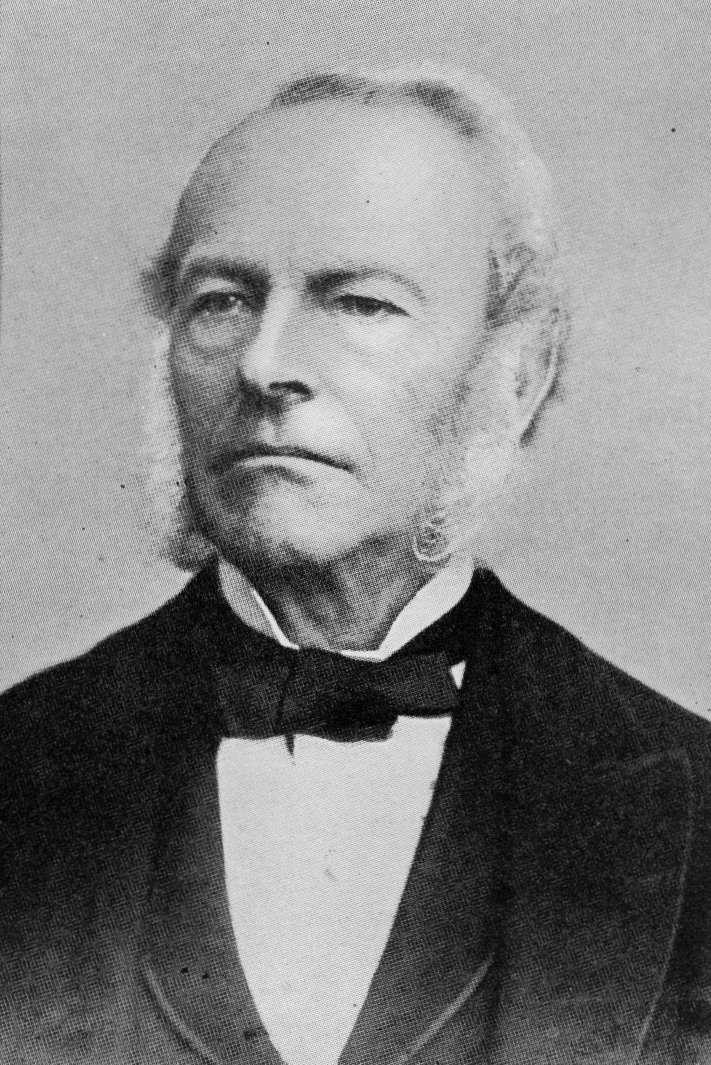
数学者・物理学者、ジョージ・ガブリエル・ストークス(1819-1903)誕生。

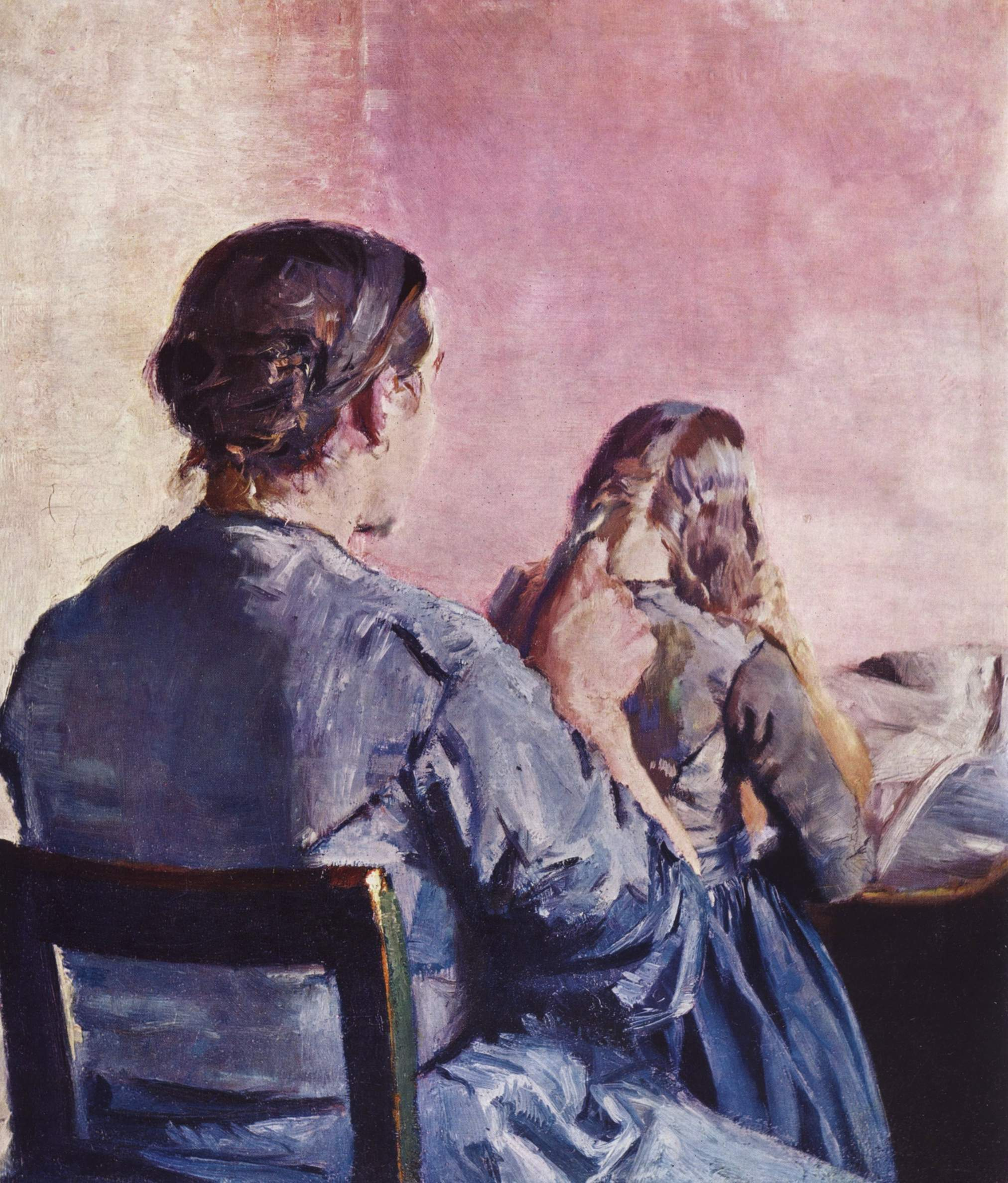
画家・ジャーナリスト、クリスチャン・クローグ(1852-1925)誕生。画像は『編まれる髪』(1882)。

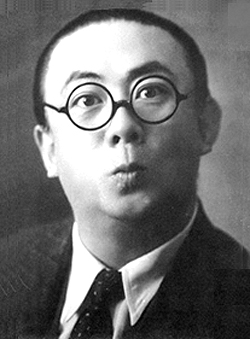
コメディアン、古川緑波(1903-1961)誕生。

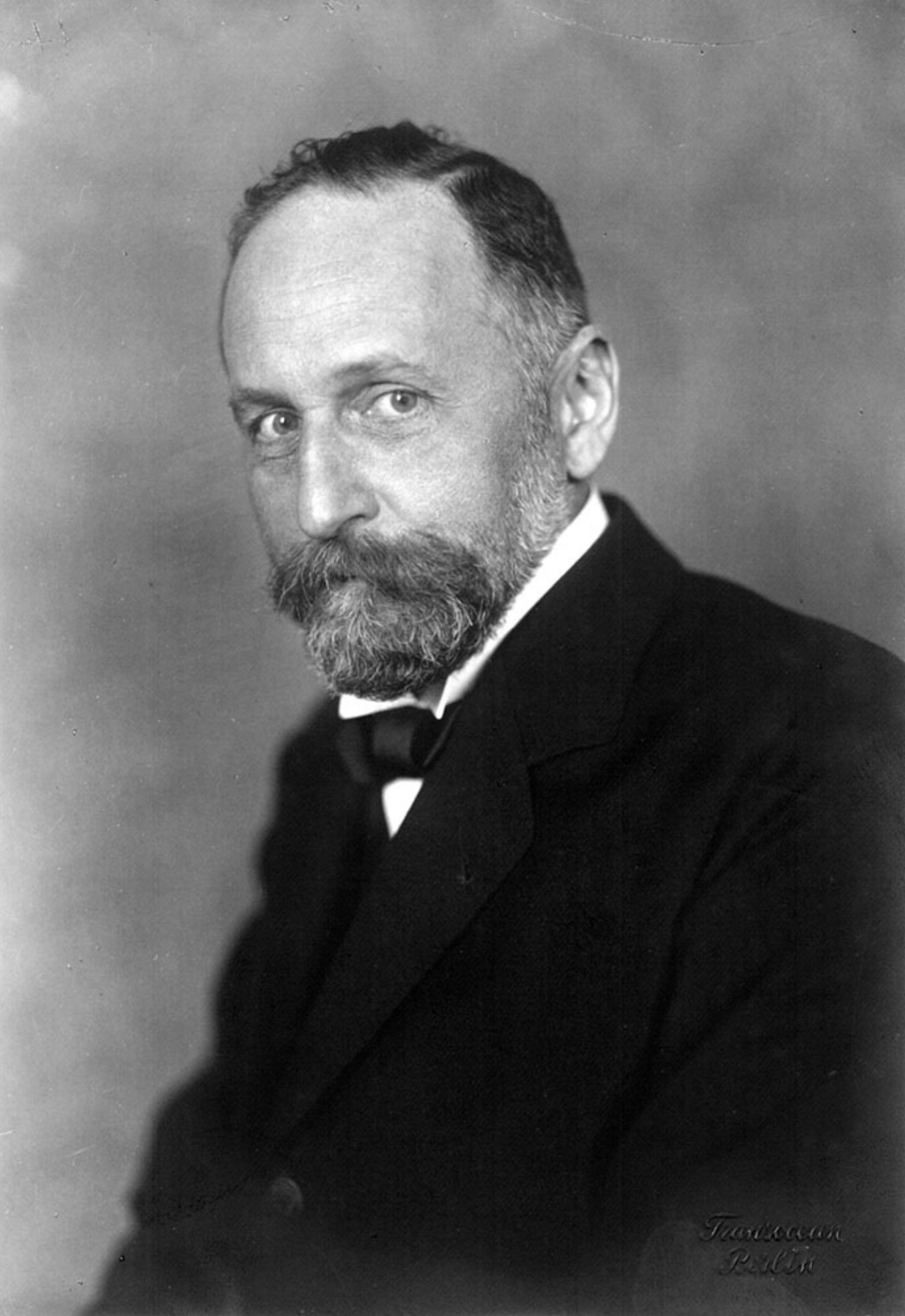
化学者リヒャルト・ヴィルシュテッター(1872-1942)誕生。植物色素を研究。

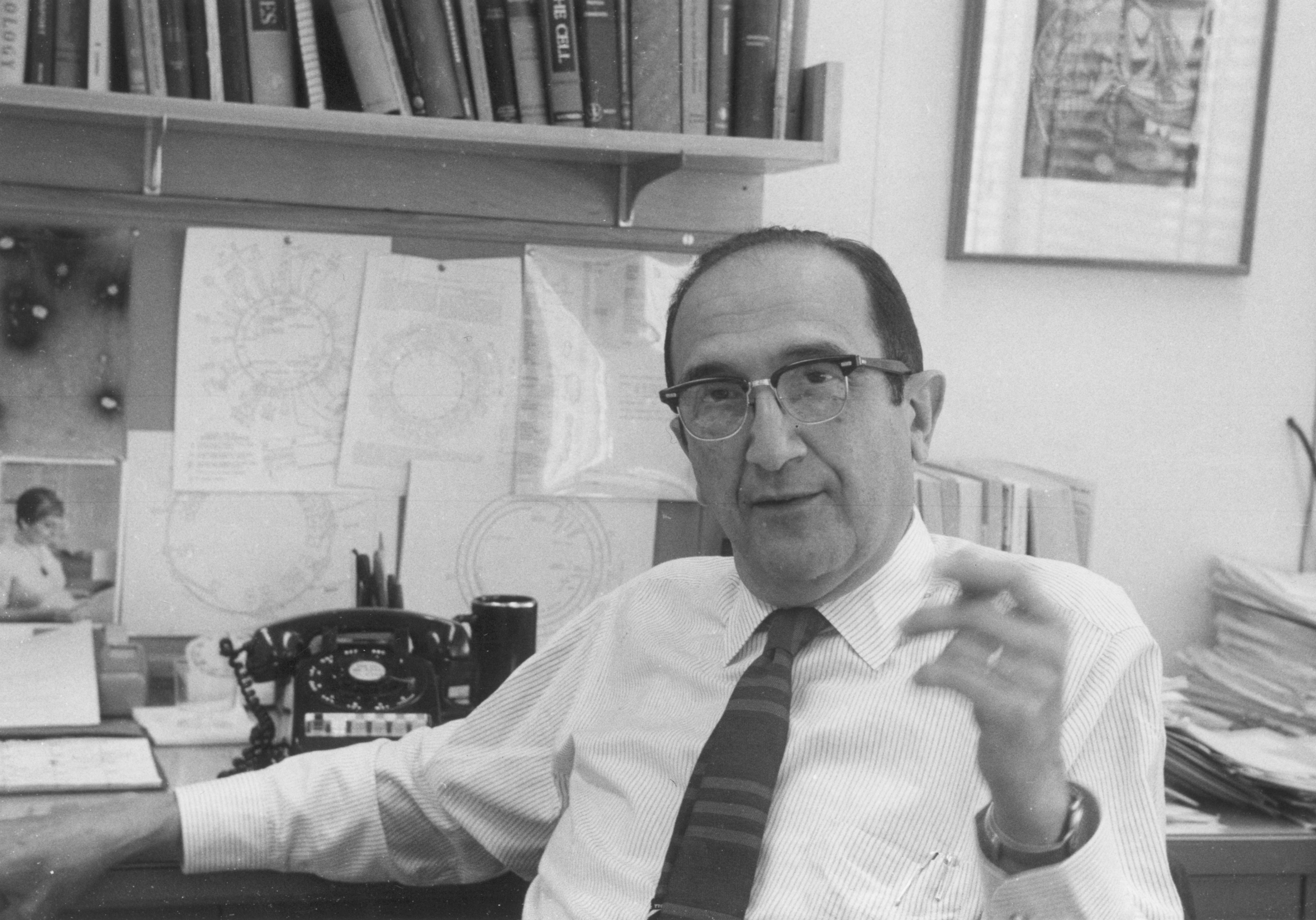
微生物学者、サルバドール・エドワード・ルリア(1912-1991)。分子生物学創始者の1人。

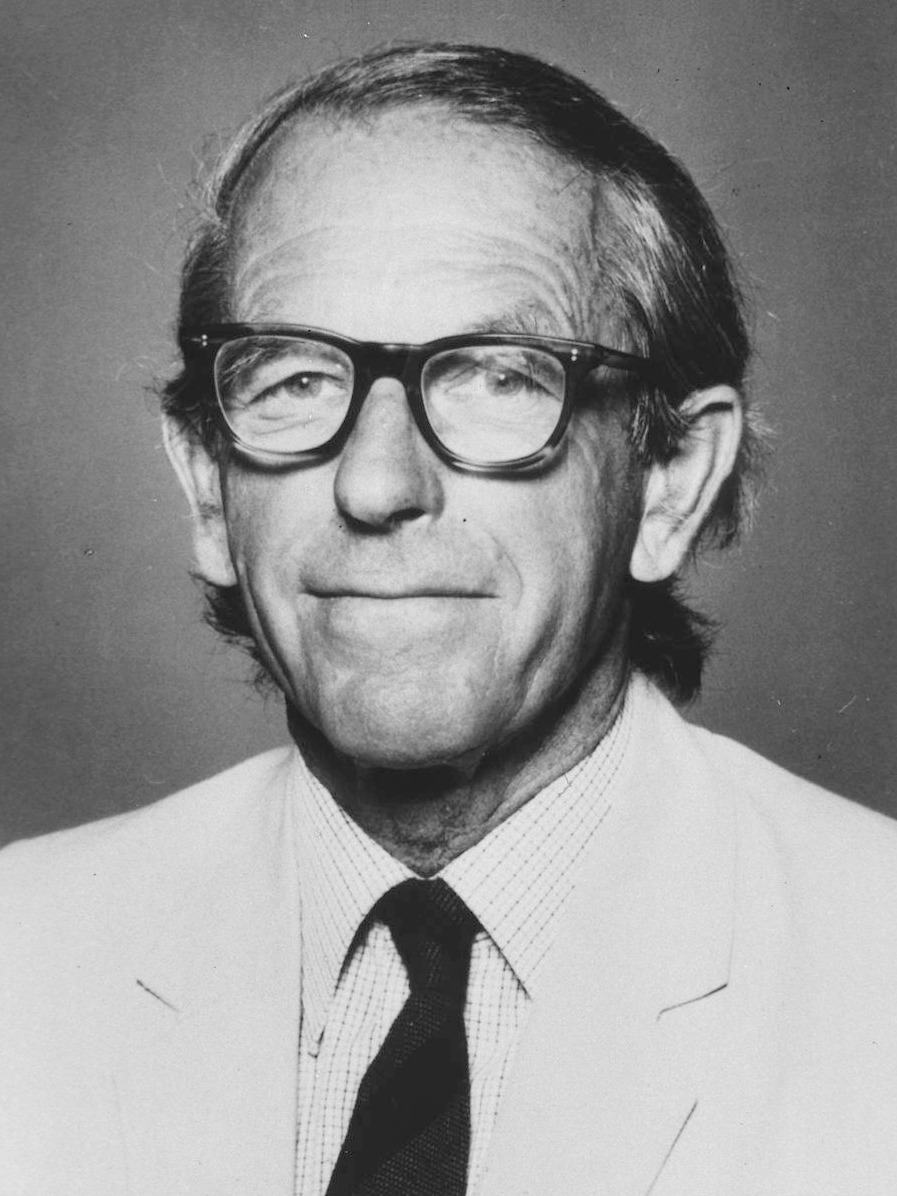
生化学者フレデリック・サンガー(1918-2013)誕生。

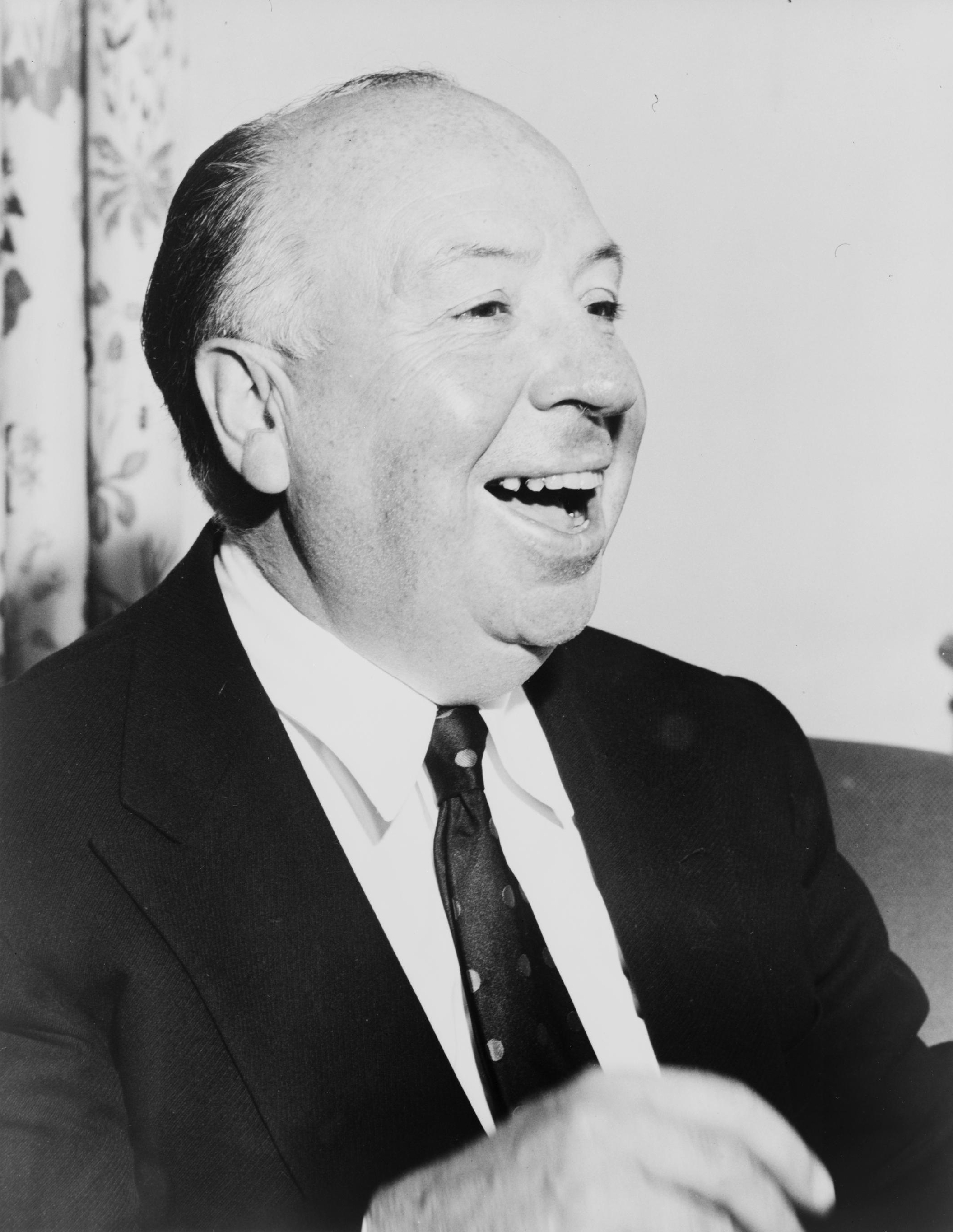
「サスペンスの神様」、映画監督アルフレッド・ヒッチコック(1899-1980)誕生。

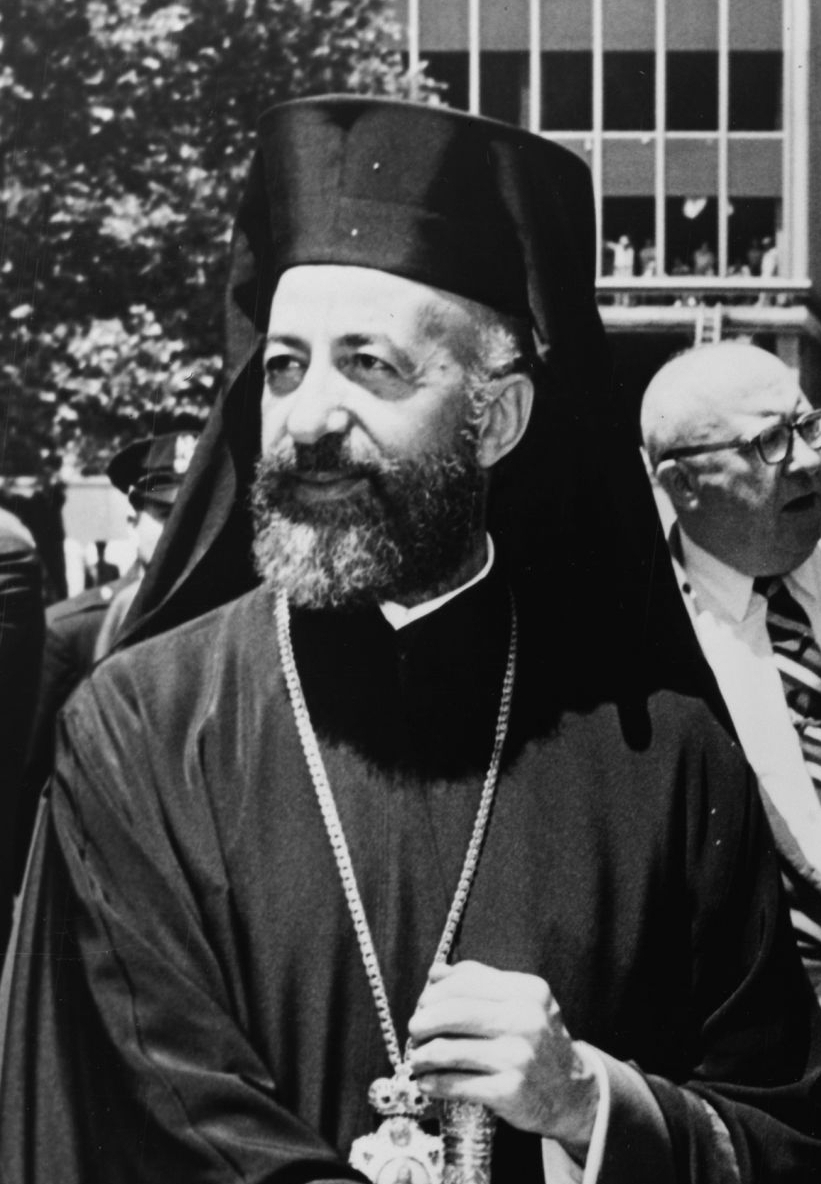
キプロス初代大統領、マカリオス3世(1913-1977)誕生。

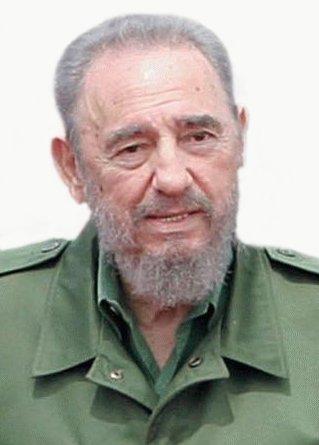
キューバの政治家、フィデル・カストロ(1926-2016)誕生。

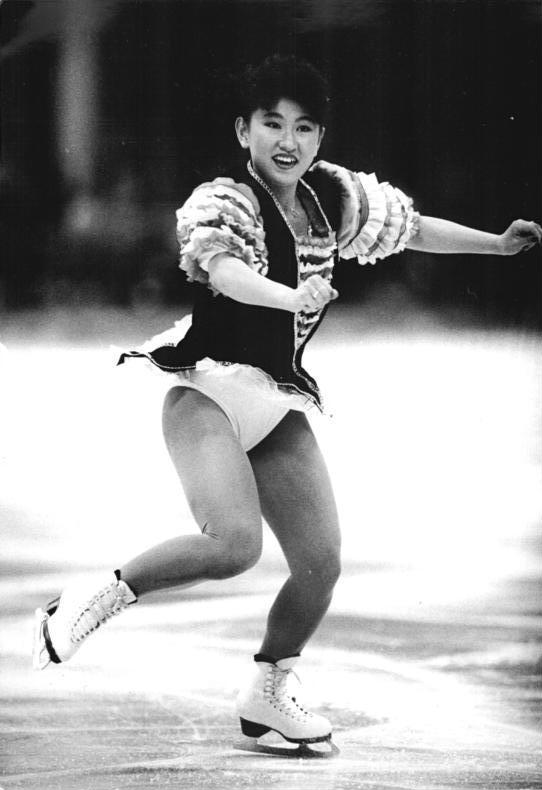
フィギュアスケーター伊藤みどり(1969-)誕生。

- 1311年 - アルフォンソ11世、カスティーリャ王（+ 1350年）
- 1698年 - ルイーズ・アデライード・ドルレアン、フランスの王族（+ 1743年）
- 1719年（享保4年6月28日） - 板倉勝澄、備中松山藩主（+ 1769年）
- 1752年 - マリア・カロリーナ・ダズブルゴ、マリー・アントワネットの姉（+ 1814年）
- 1783年（天明3年7月16日） - 加藤明允、近江水口藩主（+ 1815年）
- 1784年（天明4年6月28日） - 黒田直温、上総久留里藩主（+ 1801年）
- 1795年（寛政7年6月29日） - 織田信陽、大和柳本藩主（+ 1857年）
- 1810年（文化7年7月14日）- 緒方洪庵、江戸時代後期の蘭学者（+ 1863年）
- 1814年 - アンデルス・オングストローム、物理学者（+ 1874年）
- 1819年 - ジョージ・ガブリエル・ストークス、数学者、物理学者（+ 1903年）
- 1821年 - 第7代ベスバラ伯爵ウォルター・ポンソンビー、貴族、聖職者（+ 1906年）
- 1830年 - グスタフ・ランゲ、作曲家、ピアニスト（+ 1889年）
- 1837年（天保8年7月13日） - 池田慶徳、因幡鳥取藩主（+ 1877年）
- 1852年 - クリスチャン・クローグ、画家、著述家、ジャーナリスト（+ 1925年）
- 1860年 - アニー・オークレイ、女性射撃手（+ 1926年）
- 1866年 - ジョヴァンニ・アニェッリ (シニア)、実業家（+ 1945年）
- 1868年（慶応4年6月25日）- 福澤桃介、実業家（+ 1938年）
- 1869年 - トニー・ガルニエ、都市計画家、建築家（+ 1948年）
- 1871年 - カール・リープクネヒト、政治家、共産主義者（+ 1919年）
- 1872年 - リヒャルト・ヴィルシュテッター、有機化学者（+ 1942年）
- 1878年 - レオニード・ニコラーエフ、ピアニスト、作曲家（+ 1942年）
- 1884年 - アグスティン・バルディ、音楽家（+ 1941年）
- 1886年 - 落合太郎、フランス文学者（+ 1969年）
- 1893年 - 梅原末治、考古学者（+ 1983年）
- 1898年 - ジョン・ロジー・ベアード、発明家（+ 1946年）
- 1899年 - アルフレッド・ヒッチコック、映画監督（+ 1980年）
- 1901年 - 高橋信三、実業家（+ 1980年）
- 1902年 - フェリクス・ヴァンケル、発明家（+ 1988年）
- 1903年 - 古川緑波、喜劇俳優（+ 1961年）
- 1905年 - 難波田龍起、画家（+ 1997年）
- 1905年 - ガレス・ジョーンズ、ジャーナリスト（+ 1935年）
- 1906年 - 一龍斎貞丈(5代目)、講釈師（+ 1968年）
- 1912年 - サルバドール・エドワード・ルリア、遺伝学者（+ 1991年）
- 1912年 - ベン・ホーガン、プロゴルファー（+ 1997年）
- 1912年 - 後藤正、元プロ野球選手（+ 1937年）
- 1913年 - マカリオス3世、キプロス大統領（+ 1977年）
- 1918年 - フレデリック・サンガー、生化学者（+ 2013年）
- 1919年 - ジョージ・シアリング、ジャズピアニスト（+ 2011年）
- 1925年 - 佐野浅夫、俳優 （+ 2022年）
- 1925年 - 清水川明於、元大相撲力士（+ 1979年）
- 1926年 - フィデル・カストロ、革命家、キューバ首相（+ 2016年）
- 1926年 - ノリス・ボーデン、フィギュアスケート選手（+ 1991年）
- 1929年 - 正司歌江、漫才師、女優（かしまし娘）（+ 2024年）
- 1931年 - 千葉耕市、俳優、声優、音響監督（+ 2001年）
- 1931年 - あまんきみこ、児童文学作家
- 1931年 - 保坂幸永、元プロ野球選手
- 1937年 - 森健兒、元サッカー選手、指導者（+ 2022年）
- 1937年 - 山口剛、プロデューサー（+ 2024年）
- 1939年 - 桂枝雀 (2代目)、落語家（+ 1999年）
- 1940年 - 江渡辰郎、元プロ野球選手
- 1941年 - 樫山文枝、女優
- 1944年 - 入江美樹、女優、ファッションモデル
- 1945年 - 大迫忍、実業家（+ 2005年）
- 1948年 - キャスリーン・バトル、ソプラノ歌手
- 1948年 - 林家パー子、コメディアン
- 1948年 - 長谷川時夫、音楽家
- 1949年 - 塚田恵美子、声優
- 1949年 - アンドレ・ソーントン、元プロ野球選手
- 1950年 - 橋田"ペッカー"正人、パーカッション奏者
- 1951年 - ダン・フォーゲルバーグ、シンガーソングライター（+ 2007年）
- 1951年 - 江城哲雄、元プロ野球選手
- 1955年 - ダロー、マジシャン
- 1955年 - 袴田英利、元プロ野球選手（+ 2025年）
- 1956年 - 小道迷子、漫画家
- 1958年 - 高橋ジョージ、歌手（THE 虎舞竜）
- 1959年 - 藤本由香里、編集者、評論家、マンガ評論家
- 1959年 - 椎名恵、歌手
- 1959年 - 草川祐馬、俳優、歌手
- 1959年 - えのきどいちろう、コラムニスト
- 1960年 - フィル・テイラー、ダーツプレイヤー
- 1960年 - 吉沢孝明、アナウンサー
- 1961年 - 近藤芳正、俳優
- 1961年 - 近藤浩治、作曲家
- 1961年 - 岩尾信行、検察官
- 1962年 - 佐藤文彦、元プロ野球選手
- 1963年 - 栗原みきこ、声優
- 1963年 - 山本直也、アナウンサー
- 1964年 - 中山晴喜、実業家
- 1964年 - 戸川京子、女優（+ 2002年）
- 1965年 - 松尾早人、作曲家
- 1966年 - 春一番、お笑い芸人（+ 2014年）
- 1966年 - 宋祖英、歌手
- 1966年 - 畑亜貴、作詞家、シンガーソングライター
- 1967年 - 太田貴子、歌手、声優
- 1968年 - 小野一也、元プロ野球選手
- 1968年 - タル・バックマン、シンガーソングライター
- 1969年 - 三宅伸、競輪選手
- 1969年 - 伊藤みどり、元フィギュアスケート選手
- 1969年 - クリストファー・T・ドナヒュー、アメリカ陸軍軍人
- 1970年 - エディ・ギャラード、元プロ野球選手
- 1970年 - アラン・シアラー、元サッカー選手
- 1971年 - 諏訪野しおり、元ロリータアイドル
- 1971年 - 安部友恵、陸上競技選手
- 1971年 - 野島正弘、元野球選手
- 1971年 - 奥山泰全、実業家、相場師
- 1972年 - 入来祐作、元プロ野球選手
- 1973年 - 篠原涼子、女優、歌手
- 1974年 - 永野愛、声優
- 1974年 - 丸野勝虎、騎手
- 1974年 - ニクラス・スンディン、ミュージシャン、グラフィックデザイナー
- 1975年 - 春原佑紀、ラジオパーソナリティ、歌手
- 1976年 - 三崎宏美、射撃選手
- 1977年 - 小西美帆、女優
- 1978年 - 稲嶺茂夫、元プロ野球選手
- 1979年 - 杉村太蔵、実業家、投資家、政治評論家
- 1981年 - ランディ・メッセンジャー、元プロ野球選手
- 1982年 - セバスチャン・スタン、俳優
- 1982年 - シャーニー・デービス、ショートトラック/スピードスケート選手
- 1982年 - ギャリー・マクシェフリー、サッカー選手
- 1982年 - サラ・ハッカビー・サンダース、政治家
- 1983年 - 森嶋秀太、声優
- 1983年 - ダラス・ブレイデン、元プロ野球選手
- 1984年 - ニコ・クラニチャール、サッカー選手
- 1984年 - ブーン・ローガン、プロ野球選手
- 1984年 - ジェームズ・モリソン、シンガーソングライター
- 1985年 - Shogo、ファッションモデル
- 1986年 - 古原靖久、俳優
- 1986年 - ジャマル・オスマン、フィギュアスケート選手
- 1986年 - デメトリアス・ジョンソン、総合格闘家
- 1986年 - Saori、ミュージシャン（SEKAI NO OWARI）
- 1987年 - 今吉めぐみ、タレント（元SDN48）
- 1990年 - 宮澤佐江、タレント（元SNH48、元SKE48）
- 1990年 - 中島愛里、グラビアアイドル
- 1990年 - 葉月抹茶、漫画家
- 1990年 - デマーカス・カズンズ、バスケットボール選手
- 1990年 - 小野竜輔、お笑い芸人（ダイヤモンド）
- 1991年 - 黒木弥生、元野球選手
- 1992年 - ルーカス・モウラ、サッカー選手
- 1993年 - 成瀬理沙、タレント、元アイドル（元AKB48）
- 1993年 - アルトゥール・ガチンスキー、フィギュアスケート選手
- 1993年 - 三家和真、元プロ野球選手
- 1994年 - 大塚祥平、陸上選手
- 1995年 - ガチヤマ、YouTuber（エスポワール・トライブ）
- 1995年 - 武田光司、総合格闘家
- 1998年 - 高野脩汰、プロ野球選手
- 1999年 - 川村友斗、プロ野球選手
- 2000年 - ジェミン、歌手（NCT）
- 2000年 - 村上愛花、ファッションモデル、女優
- 2001年 - 前佑囲斗、プロ野球選手
- 2001年 - 津崎佑美、アイドル（中野風女シスターズ/風男塾(葉崎アラン名義)）
- 2002年 - 永瀬莉子[7]、ファッションモデル、女優
- 2003年 - 金子みゆ、元アイドル、インフルエンサー (元LinQ)
- 2003年 - 若山耀人、元子役
- 2003年 - タン・ジュンサン、俳優
- 2003年 - 滝澤夏央、プロ野球選手
- 生年不詳 - 紀昌利、声優
- 生年不詳 - 佐藤榛夏、声優
- 生年不詳 - 冨岡美沙子、声優
- 生年不詳 - 長松ひろし、声優

## 忌日

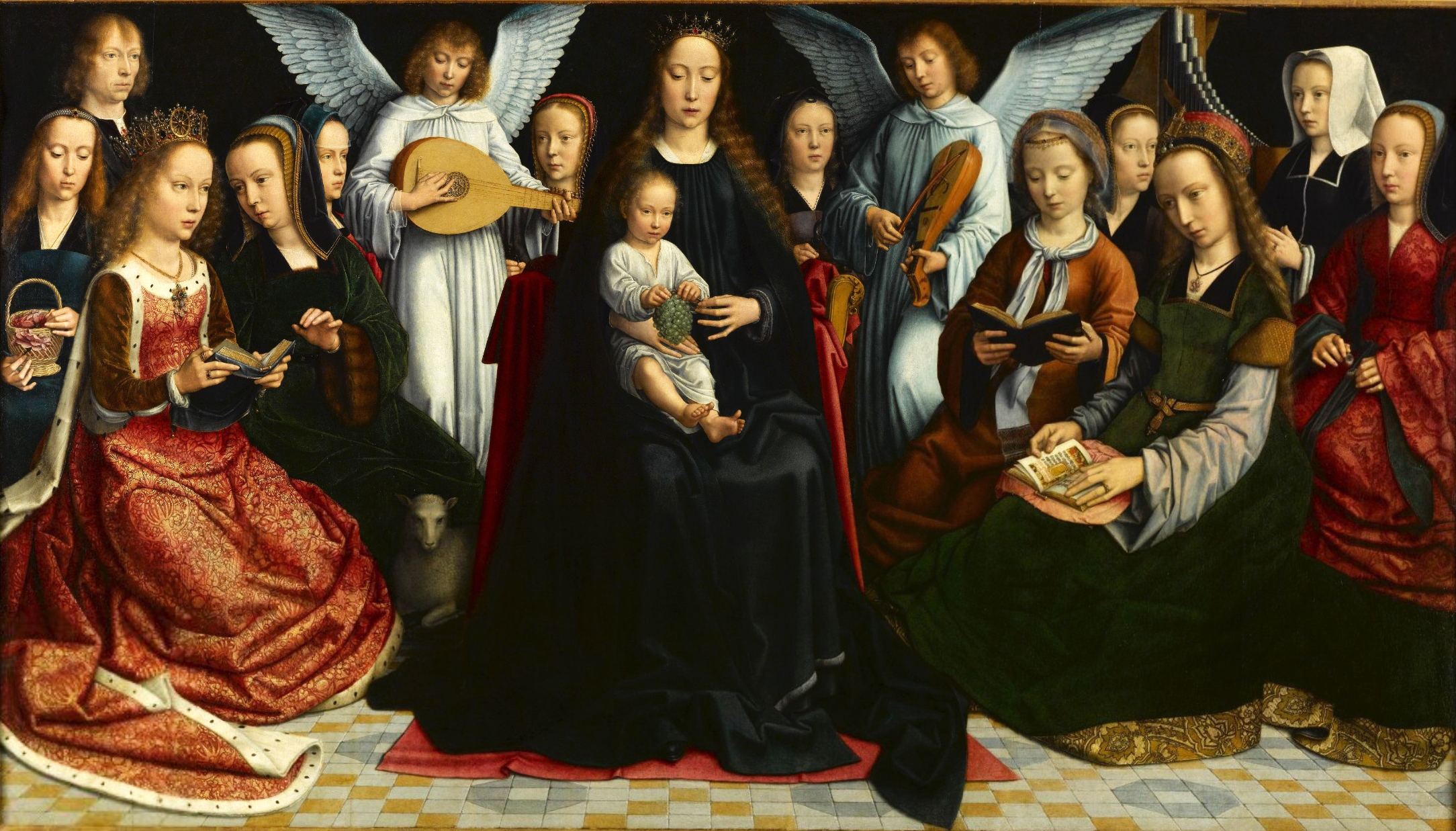
画家ヘラルト・ダヴィト(1460頃-1523)没。画像は『天使に囲まれる聖母』(1509)。

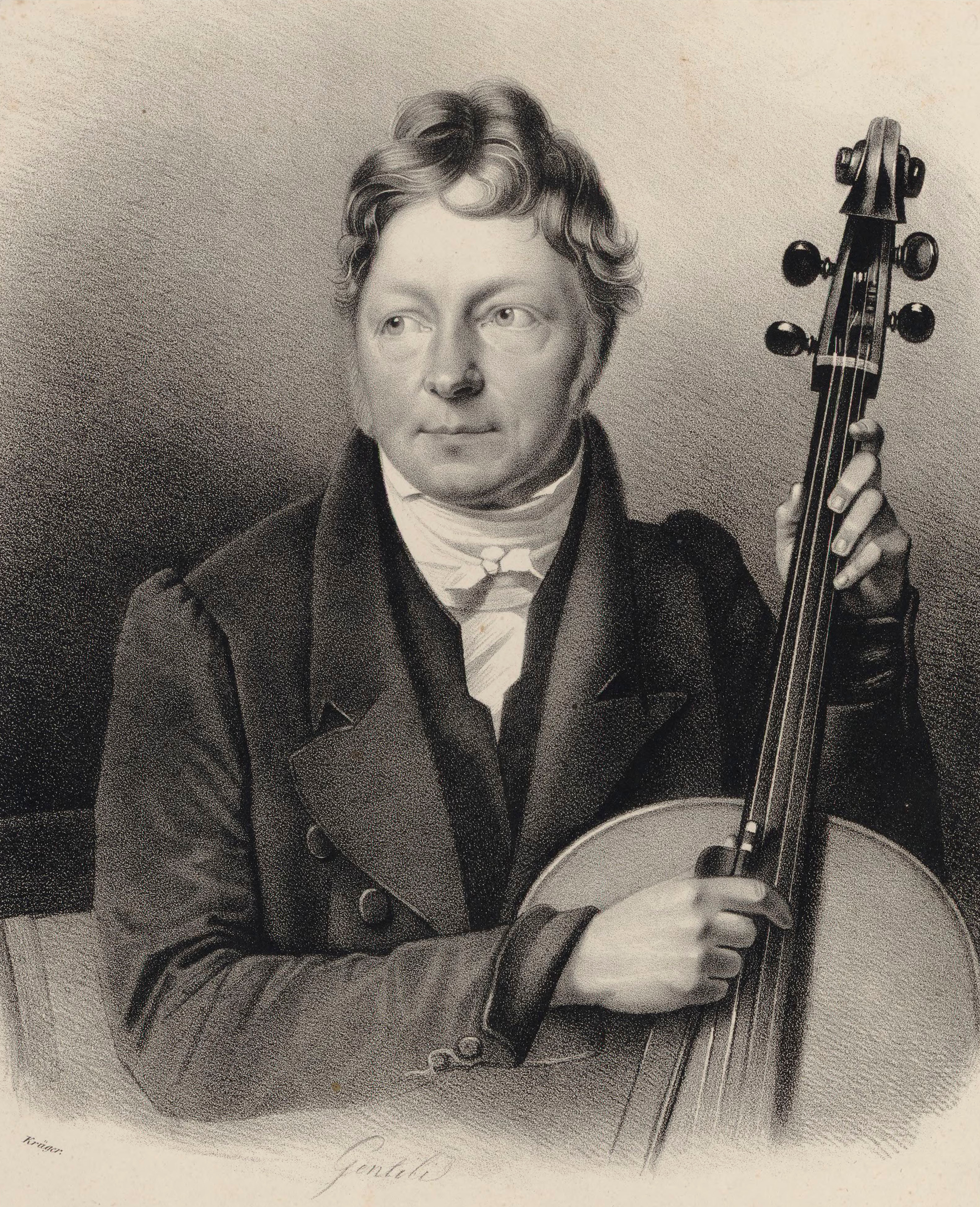
作曲家ベルンハルト・ロンベルク(1767-1841)没。

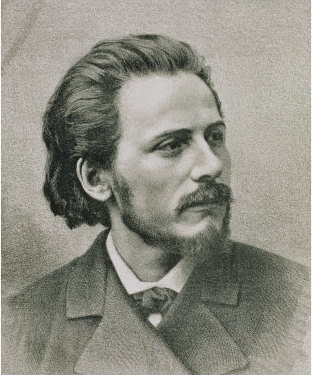
作曲家ジュール・マスネ(1842-1912)没。

- 696年（持統天皇10年7月10日） - 高市皇子、天武天皇の皇子（* 654年?）
- 1134年 - ピロシュカ、東ローマ皇帝ヨハネス2世コムネノスの皇后（* 1088年）
- 1278年（弘安元年7月24日） - 蘭渓道隆、僧（* 1213年）
- 1316年（正和5年7月25日） - 宇都宮貞綱、鎌倉時代の武将（* 1266年）
- 1449年 - ルートヴィヒ4世、プファルツ選帝侯（* 1424年）
- 1492年（明応元年7月20日） - 庭田朝子、後土御門天皇の後宮、後柏原天皇の生母（* 1437年）
- 1523年 - ヘラルト・ダヴィト、画家（* 1460年頃）
- 1573年（天正元年7月16日） - 篠原長房、戦国武将（生年不明）
- 1623年（元和9年7月17日） - 義姫、伊達輝宗の正室、伊達政宗の母（* 1548年）
- 1755年 - フランチェスコ・ドゥランテ、作曲家（* 1684年）
- 1841年 - ベルンハルト・ロンベルク、チェリスト・作曲家（* 1767年）
- 1846年（弘化3年6月22日） - 宇田川榕菴、蘭学者、医師、科学者（* 1798年）
- 1860年（万延元年6月27日） - 佐久良東雄、国学者（* 1811年）
- 1863年 - ウジェーヌ・ドラクロワ、画家（* 1798年）
- 1865年 - フランシスコ・デ・パウラ・デ・ボルボーン、スペインの王族（* 1794年）
- 1865年 - イグナーツ・ゼンメルワイス、医学者（* 1818年）
- 1882年 - 中村直三、老農、農業指導者（* 1819年）
- 1882年 - ウィリアム・スタンレー・ジェヴォンズ、経済学者、論理学者（* 1835年）
- 1887年 - ジュール・パドルー、指揮者（* 1819年）
- 1896年 - ルートヴィヒ・ザイデル、数学者、天文学者（* 1821年）
- 1896年 - ジョン・エヴァレット・ミレー、画家（* 1829年）
- 1907年 - ヘルマン・カール・フォーゲル、天文学者（* 1841年）
- 1910年 - フローレンス・ナイチンゲール、看護師（* 1820年）
- 1912年 - オクタヴィア・ヒル、社会運動家（* 1838年）
- 1912年 - ジュール・マスネ、作曲家（* 1842年）
- 1913年 - アウグスト・ベーベル、ドイツ社会民主党の指導者（* 1840年）
- 1917年 - エドゥアルト・ブフナー、化学者（* 1860年）
- 1923年 - 2代目三遊亭小圓朝、落語家（* 1858年）
- 1929年 - オイゼビウス・マンディチェフスキ、音楽学者（* 1857年）
- 1929年 - レイ・ランケスター、動物学者（* 1847年）
- 1932年 - 岡野知十、俳人（* 1860年）
- 1945年 - 松本英一、映画監督（* 1895年）
- 1946年 - ハーバート・ジョージ・ウェルズ、SF作家（* 1866年）
- 1946年 - 渡辺水巴、俳人（*1882年）
- 1947年 - 伊波普猷、沖縄学の祖とされる人物（* 1876年）
- 1949年 - 伊沢多喜男、台湾総督（* 1869年）
- 1952年 - ヴィルム・ホーゼンフェルト、ドイツ陸軍の大尉（* 1895年）
- 1959年 - 鈴木銀之助、プロ野球選手（* 1912年）
- 1965年 - 池田勇人、政治家、第58-60代内閣総理大臣（* 1899年）
- 1967年 - 加藤与五郎、化学者、工学者（* 1872年）
- 1967年 - ジェーン・ダーウェル、女優（* 1879年）
- 1969年 - 2代目玉川勝太郎、浪曲師（* 1896年）
- 1969年 - ジャコー・ド・バンドリン、マンドリン奏者（* 1918年）
- 1971年 - キング・カーティス、サクソフォーン奏者（* 1934年）
- 1972年 - ジョージ・ワイス、メジャーリーグベースボールの球団経営者（* 1894年）
- 1973年 - ウィリー・レイ、プレイメイト（* 1949年）
- 1974年 - エルンスト・フォルストホフ、法学者（* 1902年）
- 1979年 - 福永武彦、小説家（* 1918年）
- 1979年 - ヨハンナ・マルツィ、ヴァイオリニスト（* 1924年）
- 1980年 - 乙骨淑子、児童文学作家（* 1929年）
- 1981年 - 桑田義備、植物学者（* 1882年）
- 1984年 - チグラン・ワルタノビッチ・ペトロシアン、チェスの選手（* 1929年）
- 1985年 - J・ウィラード・マリオット、実業家、マリオット・インターナショナル創業者（* 1900年）
- 1987年 - 三木成夫、解剖学者、思想家（* 1925年）
- 1988年 - 太刀若峯五郎、大相撲力士（* 1903年）
- 1991年 - 山田一雄、指揮者（* 1912年）
- 1993年 - 吉田善哉、競走馬生産者、社台グループ創業者（* 1921年）
- 1994年 - レイモン・ガロワ＝モンブラン、作曲家、ヴァイオリニスト（* 1918年）
- 1995年 - ミッキー・マントル、元プロ野球選手（* 1931年）
- 1996年 - デイヴィッド・チューダー、ピアニスト、作曲家（* 1926年）
- 1999年 - 渡辺茂夫、ヴァイオリニスト（* 1941年）
- 2001年 - 池田芳蔵、実業家、元三井物産社長、元NHK会長（* 1911年）
- 2002年 - 九重年支子、実業家、九重手織り機発明者（* 1904年）
- 2002年 - 由美あづさ、女優、元宝塚歌劇団（* 1925年）
- 2003年 - 戸部新十郎、小説家（* 1926年）
- 2003年 - 坂下昇、経済学者、筑波大学名誉教授（* 1933年）
- 2003年 - 穂積由香里、タレント、『積木くずし』のモデル（* 1967年）
- 2004年 - 池野成、作曲家（* 1931年）
- 2004年 - 河出英治、官僚、元内閣府事務次官（* 1945年）
- 2005年 - アーノルド・クック、作曲家（* 1906年）
- 2005年 - 神田順治、アマチュア野球指導者（* 1915年）
- 2005年 - デビッド・ロンギ、第32代ニュージーランド首相（* 1942年）
- 2006年 - アーミン・マイヤー、外交官、元駐日アメリカ合衆国大使（* 1914年）
- 2006年 - 渕一博、情報工学者（* 1936年）
- 2006年 - ジョン・ノトヴェイト、ミュージシャン（* 1975年）
- 2007年 - 皆川ヨ子、スーパーセンテナリアン（* 1893年）
- 2007年 - 小林斗盦、書家、篆刻家（* 1916年）
- 2007年 - フィル・リズート、元プロ野球選手（* 1917年）
- 2007年 - ヨーゼフ・シヴォー、ヴァイオリニスト（* 1931年）
- 2007年 - 佃正樹、元野球選手（* 1955年）
- 2007年 - ブライアン・アダムス、プロレスラー（* 1963年）
- 2008年 - アンリ・カルタン、数学者（* 1904年）
- 2008年 - ディノ・トソ、自動車エンジニア（* 1969年）
- 2009年 - 熊田千佳慕、画家、グラフィックデザイナー（* 1911年）
- 2009年 - レス・ポール、ギタリスト、エレクトリックギター製作者（* 1915年）
- 2009年 - 海老沢泰久、小説家（* 1950年）
- 2010年 - 松澤昭、俳人（* 1925年）
- 2010年 - 升味準之輔、政治学者、東京都立大学名誉教授（* 1926年）
- 2010年 - 上山和人、政治家（* 1929年）
- 2010年 - ランス・ケイド、プロレスラー（* 1981年）
- 2011年 - 小林禮次郎、実業家、コーセー第2代社長（* 1928年）
- 2012年 - ジョニー・ペスキー、プロ野球選手（* 1919年）
- 2012年 - 祓川正敏、元プロ野球選手（* 1939年）
- 2013年 - 村山定男、天文学者（* 1924年）
- 2013年 - 明石寿々栄、俗曲師（* 1932年）
- 2013年 - 松原新一、文芸評論家、久留米大学文学部名誉教授（* 1940年）
- 2013年 - 佐渡川準、漫画家（* 1979年頃）
- 2014年 - 山内久司、テレビプロデューサー（* 1931年）
- 2014年 - フランス・ブリュッヘン、指揮者、リコーダー、フルート、フラウト・トラヴェルソ奏者（* 1934年）
- 2014年 - エドゥアルド・カンポス、政治家（* 1965年）
- 2016年 - 下河辺淳、官僚、都市計画家、元国土庁事務次官（* 1923年）
- 2016年 - ケニー・ベイカー、俳優（R2-D2の演者）（* 1934年）
- 2017年 - 橋本明、ジャーナリスト、評論家（* 1933年）
- 2018年 - ヒュー・コータッツィ、外交官、元駐日英国大使（* 1924年）
- 2018年 - 瀧省一、銀行家、元関西銀行（現関西みらい銀行）社長（* 1928年）
- 2018年 - 布勢博一、脚本家（* 1931年）
- 2018年 - 伊理正夫、数学者、工学者、東京大学名誉教授（* 1933年）
- 2018年 - 石塚運昇、声優（* 1951年）
- 2018年 - ジム・ナイドハート、プロレスラー（* 1955年）
- 2020年 - 安齊重男、写真家（* 1939年）
- 2020年 - 桂千穂、脚本家、小説家、翻訳家、映画評論家（* 1929年）
- 2020年 - 中村光男、建築家、元日建設計社長（* 1941年）
- 2020年 - スティーヴ・グロスマン、サクソフォーン奏者（* 1951年）
- 2020年 - イサーム・エル＝エリヤーン、政治家、医師、病理学者（* 1954年）
- 2021年 - キャロライン・シューメーカー、天文学者（* 1929年）
- 2021年 - 小野田正愛、実業家、元山之内製薬（現アステラス製薬）社長（* 1931年）
- 2022年 - 近藤誠、医師（* 1948年）
- 2022年 - 篠田太郎、現代美術家（* 1964年）
- 2023年 - 越村敏昭、実業家、第15代東京急行電鉄社長（* 1940年）
- 2023年 - 井手洋子、映画監督（* 1955年）
- 2024年 - フランク・セルヴィ、バスケットボール選手（* 1932年）
- 2024年 - 清水喜美子、脚本家（* 1949年）
- 2024年 - 井形マリ、レーシングライダー（* 1958年）
- 2024年 - 上冨敏伸、検察官（* 1962年）
- 2025年 - 櫻井智、声優（* 1971年）

### 人物以外（動物など）
- 2015年 - マンハッタンカフェ、競走馬（* 1998年）

## 記念日・年中行事

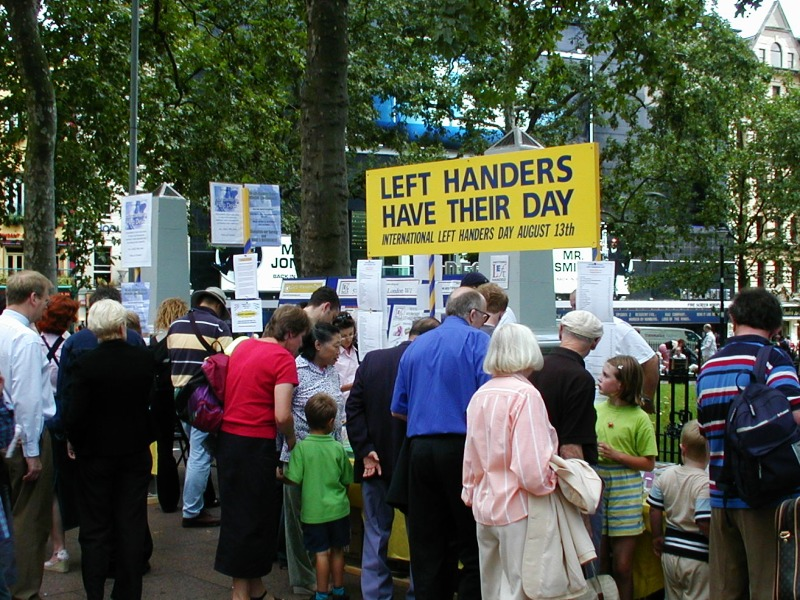
国際左利きの日

- 月遅れ盆迎え火（ 日本）
- 国際左利きの日
- 独立記念日（ 中央アフリカ）
1960年のこの日、中央アフリカがフランスより独立。
- 女性の日（ チュニジア）
1956年のこの日、チュニジアで個人身分法（英語版）が制定されたことを記念。
- 函館夜景の日（ 日本）
函館出身の大学生の投書がきっかけで、函館夜景の日実行委員会（函館青年会議所・函館観光協会など）が1991年から実施。「や(8)けい（K=トランプの13）」の語呂合わせから[8]。
- J-WAVEの日（ 日本）
放送周波数が81.3MHzであることから[9]。
- 郡上おどりの初日（ 日本 郡上市、16日、重要無形民俗文化財）
- 怪談の日（ 日本）
タレントの稲川淳二氏が、自身の「MYSTERY NIGHT TOUR 稲川淳二の怪談ナイト」20周年連続公演を記念して制定。日付は第1回の公演が1993年のこの日に開催されたことから[10]。
- ペッカー・山ちゃんリズムの日（ 日本）
リズムの恩恵に感謝し、リズムを楽しみ、リズムで世の中をより良くする日として、「トントン拍子」「生活リズム」「テンポよく過ごす」など、多くのリズムに関連する言葉に日常的に触れているのを感じてもらおうと、音楽を使った研修プログラムなどを手がける合同会社ビートオブサクセスが制定し、日本記念日協会が認定。日付は、長年リズムに関する活動を行ってきたパーカッション界の草分けで第一人者である橋田”ペッカー”正人と、ボディーパーカッション教育の考案者の山田俊之の誕生日から[11]。